# Valeriano Salas
Valeriano Salas Rodríguez (Béjar, 1898-Madrid, 1962) fue un fotógrafo, coleccionista de arte y viajero español.

## Biografía
Nació el 23 de enero de 1898  en la localidad salmantina de Béjar. Fundó y dirigió la Revista Geográfica Española. Aficionado al arte, viajó por África, Asia y América. Salas, que se posicionó durante la guerra civil con los golpistas y que fue impulsor de la creación del Archivo Fotográfico Hispánico y de la Asociación Española de Amigos de los Castillos, falleció el 2 de abril de 1962 en Madrid. Su viuda donó en 1965 su colección de arte y antigüedades al Ayuntamiento de su localidad natal, entre la que se encuentran pinturas, dibujos, muebles, documentos y armas.